# Kazimierz Kuratowski
Kazimierz Kuratowski (ngày 02 tháng 2 năm 1896 - ngày 18 tháng 6 năm 1980) là một nhà toán học và logic học Ba Lan. Ông là một trong những đại diện hàng đầu của Trường Toán học Warszawa.

## Tiểu sử
Kazimierz Kuratowski sinh ra ở Warszawa, Vương quốc Ba Lan, lúc đó một phần của Đế chế Nga, vào ngày 02 tháng 2 năm 1896. Ông là con trai của Marek Kuratow, một luật sư, và Roza Karczewska. Ông đã tốt nghiệp trường trung học Warszawa, được đặt tên sau theo tướng Paweł Chrzanowski. Năm 1913, ông ghi danh vào một khóa học kỹ thuật tại Đại học Glasgow ở Scotland, một phần vì ông không muốn học tập tại Nga; hướng dẫn bằng tiếng Ba Lan đã bị cấm. Ông chỉ học xong một năm học khi sự bùng nổ của thế chiến I ngăn cản bất kỳ đợt tuyển sinh nào. Năm 1915, quân đội Nga rút khỏi Warszawa và Đại học Warszawa đã được mở cửa trở lại với tiếng Ba Lan là ngôn ngữ giảng dạy. Kuratowski khởi động lại giáo dục đại học của mình ở đó cùng năm, lần này trong toán học. Ông đã lấy bằng tiến sĩ vào năm 1921, tại Ba Lan vừa được độc lập.

### Bằng tiến sĩ
Vào mùa thu năm 1921, Kuratowski nhận bằng tiến sĩ của ông cho các đột phá mới. Bài luận của ông gồm hai phần, phần đầu tiên quan tâm tới xây dựng bằng tiên đề cho các tô pô qua các tiên đề bao đóng. Phần đầu tiên (được tái xuất bản và sửa lại một chút trong 1922) đã được trích trong nhiều bài báo khoa học khác nhau.
Phần thứ hai của bài luận của Kuratowski quan tâm tới continua bất khả quy giữa hai điểm. Vốn là chủ đề của bài luận tiếng Pháp của Zygmunt Janiszewski, nhưng vì Janiszewski đã qua đời, cố vấn của Kuratowski là Stefan Mazurkiewicz. Bài luận của Kuratowski giải quyết một số vấn đề trong lý thuyết tập hợp của nhà toán học Bỉ , Charles-Jean Étienne Gustave Nicolas, Baron de la Vallée Poussin.

### Sự nghiệp học vấn trước thế chiến thế giới thứ hai
Hai năm sau đó, trong 1923, Kuratowski nhậm chức phó giáo sư tại đại học Warsaw. Sau đó, vào năm 1927, ông làm giáo sư toán tại trường đại học Lwów Polytechnic ở Lwów 1927. Ông làm trưởng phòng toán học bên đó cho tới năm 1933. Kuratowski còn là chủ nhiệm của phòng đó hai lần. Trong 1929, Kuratowski trở thành thành viên của hội khoa học Warsaw.
Mặc dù Kuratowski gắn liền với nhiều người nổi tiếng trong trường toán học Lwów, chẳng hạn như Stefan Banach và Stanislaw Ulam, cùng với nhóm các nhà toán học ngồi ở quán cafe Scottish Café, ông giữ quan hệ gần với Warsaw. Kuratowski rời Lwów để về Warsaw trong 1934, ngay trước khi cuốn Scottish Book bắt đầu bước viết (trong 1935), do đó không có bất cứ cống hiến gì trong cuốn sách đó. Tuy nhiên ông có hợp tác với Banach trong giải một số bài toán quan trọng của lý thuyết độ đo.
Trong 1934 ông nhậm chức giáo sư tại đại học đại học Warsaw. Một năm sau đó Kuratowski lên làm trưởng phòng toán học tại đó.

### Trong và sau chiến tranh
Trong thế chiến thế giới thứ hai, ông làm giảng viên cho các trường đại học dưới lòng đất, bởi giáo dục cho người Ba Lan đã bị cấm dưới tay người Đức.
Vào tháng hai năm 1945, Kuratowski tiếp tục làm giảng viên cho đại học Warsaw khi trường đại học mở lại. Trong năm 1945, ông trở thành thành viên của viện hàn lâm học thuật Ba Lan, sau đó vào năm 1946 ông được bổ nhiệm làm phó chủ nhiệm của phòng Toán học tại đại học Warsaw, và kể từ năm 1949 ông được chọn làm phó chủ nhiệm của hội khoa học Warsaw. Trong 1952, ông trở thành thành viên của viện Hàn lâm Khoa học Ba Lan. Ông làm phó chủ nhiệm tại đó từ năm 1957 đến năm 1968.
Sau thế chiến thế giới thứ hai, Kuratowski tích cực xây dựng lại cộng đồng khoa học ở Ba Lan. Ông giúp thành lập học viện toán học, sau được hợp với viện hàn lâm khoa học Ba Lan trong 1952. Từ năm 1948 đến năm 1967, Kuratowski trở thành giám đốc của học viện toán học của viện hàn lâm khoa học Ba Lan. Ngoài ra, từ năm 1948 đến 1980, ông cũng là người dẫn đầu trong phần tô pô. Một trong các học sinh của ông là Andrzej Mostowski.

## Di sản
Kazimierz Kuratowski từng là thành viên của một nhóm nhà toán học Ba Lan lừng lẫy hay gặp nhau tại quán cafe Scottish Café ở Lwów. Ông là chủ nhiệm của hội toán học Ba Lan (PTM) và là thành viên của hội khoa học Warsaw (TNW). Hơn nữa, ông còn là biên tập viên chính của "Fundamenta Mathematicae",chuỗi các bài xuất bản trong tạp chí "Polish Mathematical Society Annals". 
Kazimierz Kuratowski là thành viên tích cực trong nhiều cộng đồng khoa học trong và ngoài Ba Lan, bao gồm các hiệp hội hoàng gia của Edinburgh, Áo, Đức, Hungary, Ý và Liên Xô.

### Giải thưởng Kazimierz Kuratowski
Trong 1981, IMPAN, tức hội toán học Ba Lan và con gái Zofia Kuratowska của Kuratowski đã đặt giải thưởng theo tên ông cho các thành tựu toán học của các nhà toán học có độ tuổi dưới 30. Giải thưởng này được coi là giải thưởng uy tín nhất cho các nhà toán học trẻ của Ba Lan, những người từng nhận được giải bao gồm Józef H. Przytycki, Mariusz Lemańczyk, Tomasz Łuczak, Mikołaj Bojańczyk, và Wojciech Samotij.

## Nghiên cứu
Kuratowski chủ yếu nghiên cứu tô pô trừu tượng và các cấu trúc metric. Ông đặt ra các tiên đề bao đóng (thường được gọi giữa các nhà toán học là các tiên đề bao đóng của Kuratowski) làm nền tảng cho sự phát triển của lý thuyết không gian tô pô và lý thuyết continuum bất khả quy giữa hai điểm. Các kết quả nổi bật nhất của Kuratowski sau chiến tranh quan tâm tới mối liên hệ giữa tô pô và các hàm giải tích, ngoài ra ông cũng có nghiên cứu lý thuyết cắt không gian Euclid. Cùng với Ulam, một trong những sinh viên xuất chúng của Kuratowski kể từ lúc còn ở Lwów, ông giới thiệu khái niệm của tựa đồng phôi, mở ra nhánh mới trong nghiên cứu tô pô.
Các nghiên cứu khác của Kuratowski trong lý thuyết độ đo, bao gồm cả các nghiên cứu cùng với Banach và Tarski, được tiếp tục bởi nhiều sinh viên sau đó. Hơn nữa, cùng với Alfred Tarski và Wacław Sierpiński, ông nghiên cứu hầu hết các tính chất liên quan đến các không gian Ba Lan (được đặt tên theo các các nhà toán học này). Knaster và Kuratowski nghiên cứu kỹ lưỡng lý thuyết của các thành phần liên thông, dẫn tới ứng dụng để giải cho một số bài toán, ví dụ như cắt mặt phẳng. 
Kuratowski chứng minh bổ đề Kuratowski-Zorn (nay thường được gọi ngắn đi là bổ đề Zorn) trong 1922. Kết quả này có nhiều mối liên hệ với các định lý cơ bản. Zorn đưa ra các ứng dụng của nó trong 1935. Kuratowski đặt ra nhiều khái niệm mới trong lý thuyết tập hợp và tô pô. Trong nhiều trường hợp, Kuratowski còn đặt ra các thuật ngữ và ký hiệu mới.
Các cống hiến của ông cho toán học bao gồm:
- Đặc trưng của các không gian tô pô, nay được gọi là các tiên đề bao đóng của Kuratowski;
- Chứng minh cho bổ đề Kuratowski–Zorn;
- Trong lý thuyết đồ thị, đặc trưng của các đồ thị phẳng, nay được gọi là định lý Kuratowski;
- Định nghĩa của cặp được sắp {\displaystyle (x,y)} với tập {\displaystyle \{\{x\},\{x,y\}\};}[6]
- Định nghĩa tập hữu hạn Kuratowski, xem hữu hạn Kuratowski;[7]
- Giới thiệu thuật toán Tarski–Kuratowski;
- Bài toán bù bao đóng của Kuratowski;
- Định lý tập tự do của Kuratowski;
- Định lý giao của Kuratowski;
- Chiếc quạt Knaster-Kuratowski;
- Định lý Kuratowski-Ulam;
- Hội tụ Kuratowski của các tập con của không gian mêtric;
- Định lý lựa chọn đo được của Kuratowski và Ryll-Nardzewski;

Các công trình sau chiến tranh của Kuratowski tập trung vào ba nội dung sau:
- Sự phát triển của phép đồng luân trong các hàm liên tục.
- Xây dựng lý thuyết của không gian liên thông với số chiều lớn.
- Mô tả đồng nhất của cắt các không gian Euclid bằng bất kỳ tập con của nó, dựa trên tính biến đổi liên tục của các tập hợp này.